# Голузиха
Голузиха — опустевшая деревня в Бежецком районе Тверской области. Входит в состав Моркиногорского сельского поселения.

## География
Находится в восточной части Тверской области на расстоянии приблизительно 26 км по прямой на юг-юго-запад от районного центра города Бежецк.

## История
Деревня была отмечена еще на карте 1941 года как поселение с 15 дворами, в 1978 году было отмечено 5 дворов.

## Население
Численность населения не была учтена как в 2002 году, так и в 2010.